# دالان آرنجی
در ناحیه داخلی آرنج که به تنه نزدیک است، یک شیار استخوانی در انتهای بازو قرار دارد که از داخل آن عصبی به نام عصب زند زیرین (اولنار) می‌گذرد. به این شیار استخوانی دالان آرنجی یا تونل کوبیتال (انگلیسی: Cubital tunnel) گفته می‌شود. تحت فشار قرار گرفتن عصب در این دالانچه آسیب شایعی به وجود می‌آورد به نام نشانگان دالان آرنجی (سندرم تونل کوبیتال) که درد، گزگز، مورمورشدن، خواب رفتگی و بی‌حسی را در انگشتان کوچک و حلقه ایجاد خواهد کرد.